# ژیزلی بینچنی
ژیزلی کارولین بینچنی (به پرتغالی: Gisele Caroline Bündchen) یا با تلفظ آلمانی جیزله کارولین بوندشن (زادهٔ ۲۰ ژوئیه ۱۹۸۰) مدل برزیلی که بر طبق گزارش نشریه فوربز پردرآمدترین مدل جهان است.
ژیزل از سال ۲۰۰۰ تا ۲۰۰۵ با هنرپیشه معروف لئوناردو دی‌کاپریو دوست بود. او در سال ۲۰۰۹ با تام بریدی ازدواج کرد. همچنین عکس او با نیمار روی صفحه اول مجله چاپ شده است.

## افتخارات
- دومین زن زیبای سال ۲۰۱۱ به انتخاب مجله ونتی فر
- ژیزلی بینچنی به عنوان یکی از زیباترین زنان جهان در لیست جهانی BWC ثبت شده است.
- پردرآمدترین مدل جهان به گزارش نشریه فوربز

## فیلم‌شناسی
- تاکسی (۲۰۰۴)
- شیطان پرادا می‌پوشد (۲۰۰۶)
- او. سی (۲۰۰۶)
- قلب شیشه‌ای (ترانه) (با باب سینکلر) (۲۰۱۴)